# Takuya Muro
Takuya Muro (født 2. november 1982) er en tidligere japansk fodboldspiller.
Han har spillet for flere forskellige klubber i sin karriere, herunder Tokyo Verdy, Sagan Tosu og Oita Trinita.